# Pałac Szustra
Pałac Szustra, także pałacyk Szustra lub pałacyk Lubomirskich – pałac w Warszawie znajdujący się przy ul. Morskie Oko 2 w parku Morskie Oko w dzielnicy Mokotów. Siedziba Warszawskiego Towarzystwa Muzycznego im. Stanisława Moniuszki.

## Historia
W latach 1772–1774 Efraim Szreger na miejscu zniszczonego dworu kupca Burbacha wzniósł klasycystyczny pałacyk-piętrową willę na planie kwadratu dla marszałkowej księżnej Izabeli z Czartoryskich Lubomirskiej. Był to główny budynek założenia ogrodowego zaprojektowanego przez Szymona Bogumiła Zuga. Posiadłość nosiła nazwę Mon coteau (z franc. „moje zbocze wzgórza”). Zabudowania gospodarcze i ogród nie zachowały się. Ocalały jedynie wieża z gołębnikiem i bramą oraz glorieta flamandzka (tzw. Domek Mauretański), znajdujące się przy ulicy Puławskiej.
W 1776 Zug przebudował wschodnią elewację budynku, a w 1845, po zakupieniu posiadłości przez kupca i litografa Franciszka Szustra (1810–1901), zmian architektonicznych w stylu neogotyckim dokonał Henryk Marconi. Dobudowano wtedy dwupiętrową oficynę od strony zachodniej. Kolejna przebudowa, tym razem neorenesansowa, została przeprowadzona w 1852 według projektu Adama Idźkowskiego. W 1899 w pobliżu pałacu wzniesiono Mauzoleum Szustrów, w którym spoczęli Franciszek Szuster i jego żona Rozalia (w 1973 Tadeusz Szuster przeniósł ich szczątki na cmentarz Powązkowski).
W czasie II wojny światowej Niemcy wycięli niemal cały park, zaś sam pałac spłonął w 1944 roku. Po wojnie nieruchomość znacjonalizowano. Pałac został odbudowany w latach 1962–1965 według projektu Jerzego Brabandera.

## Galeria

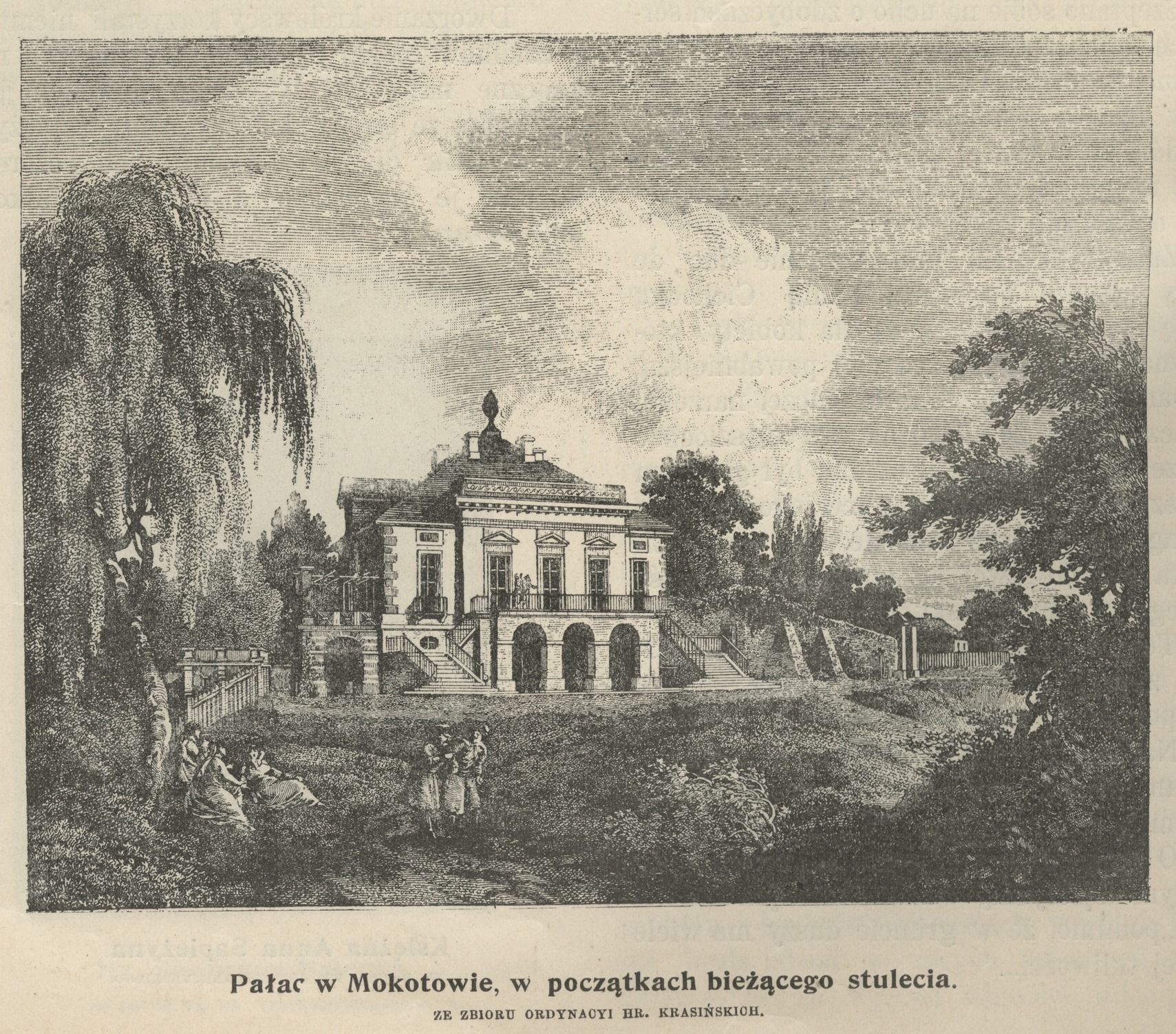
Widok pałacu na początku XIX wieku
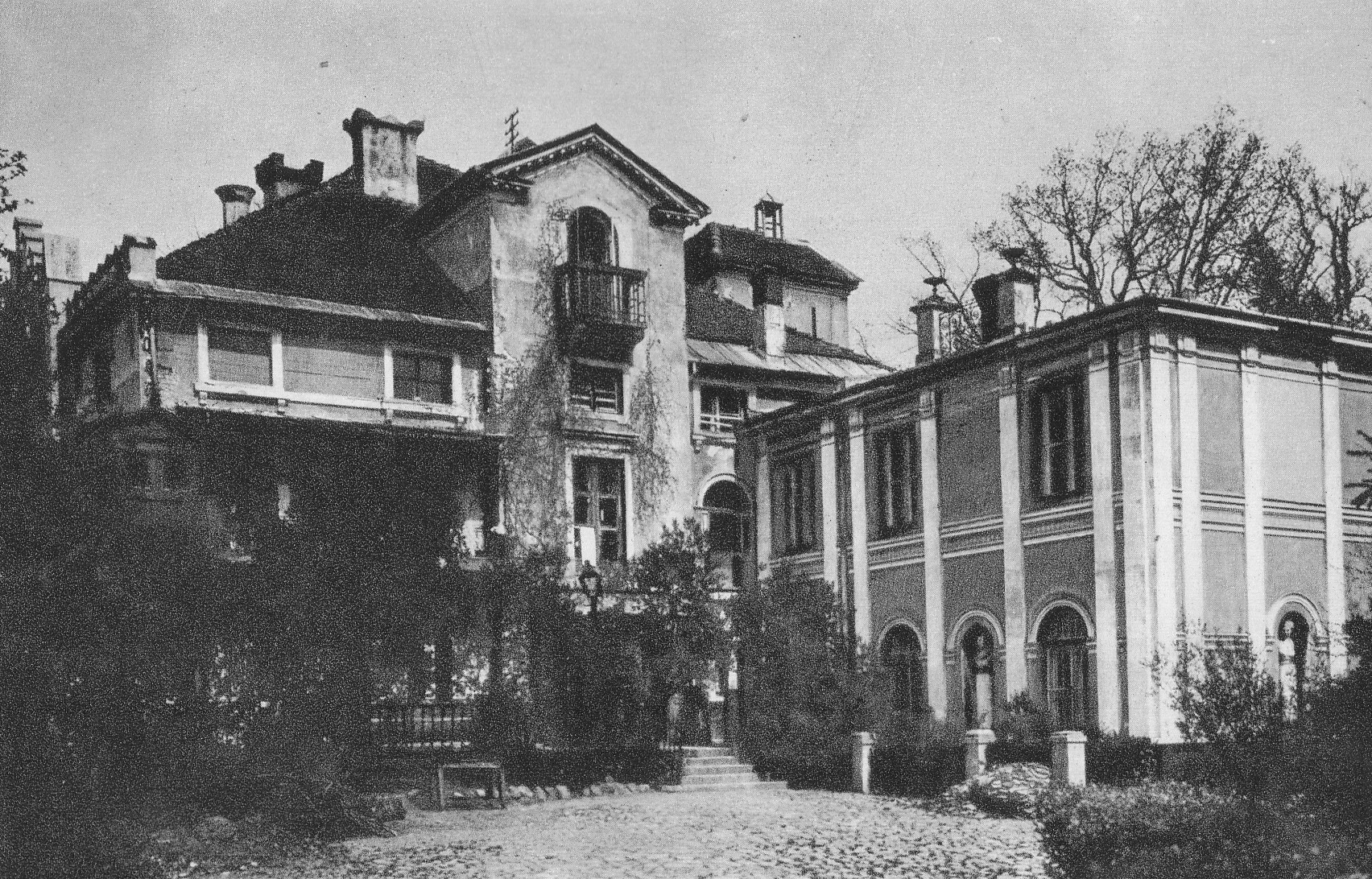
Pałac w okresie międzywojennym od południa
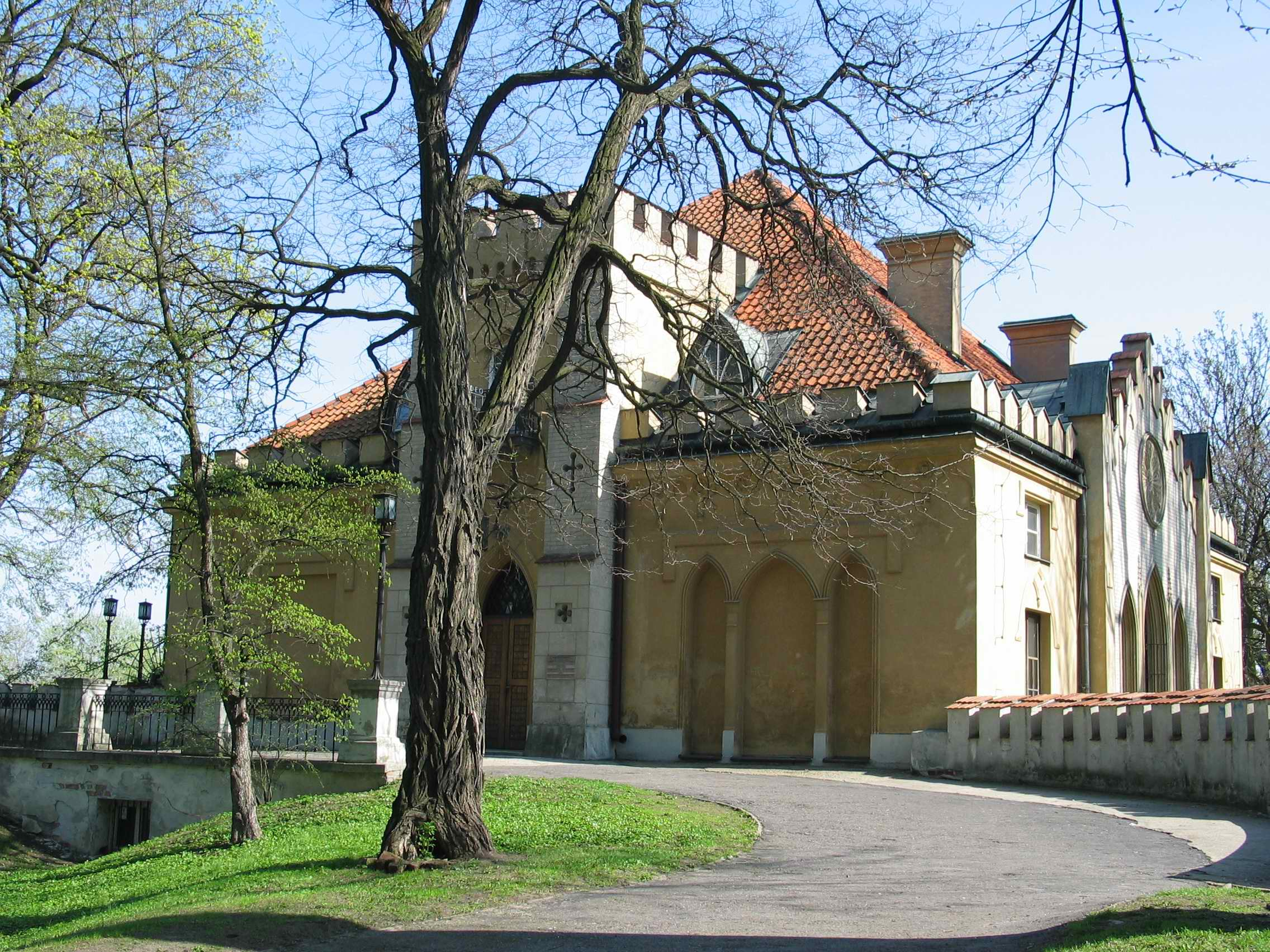
Pałac współcześnie od północy
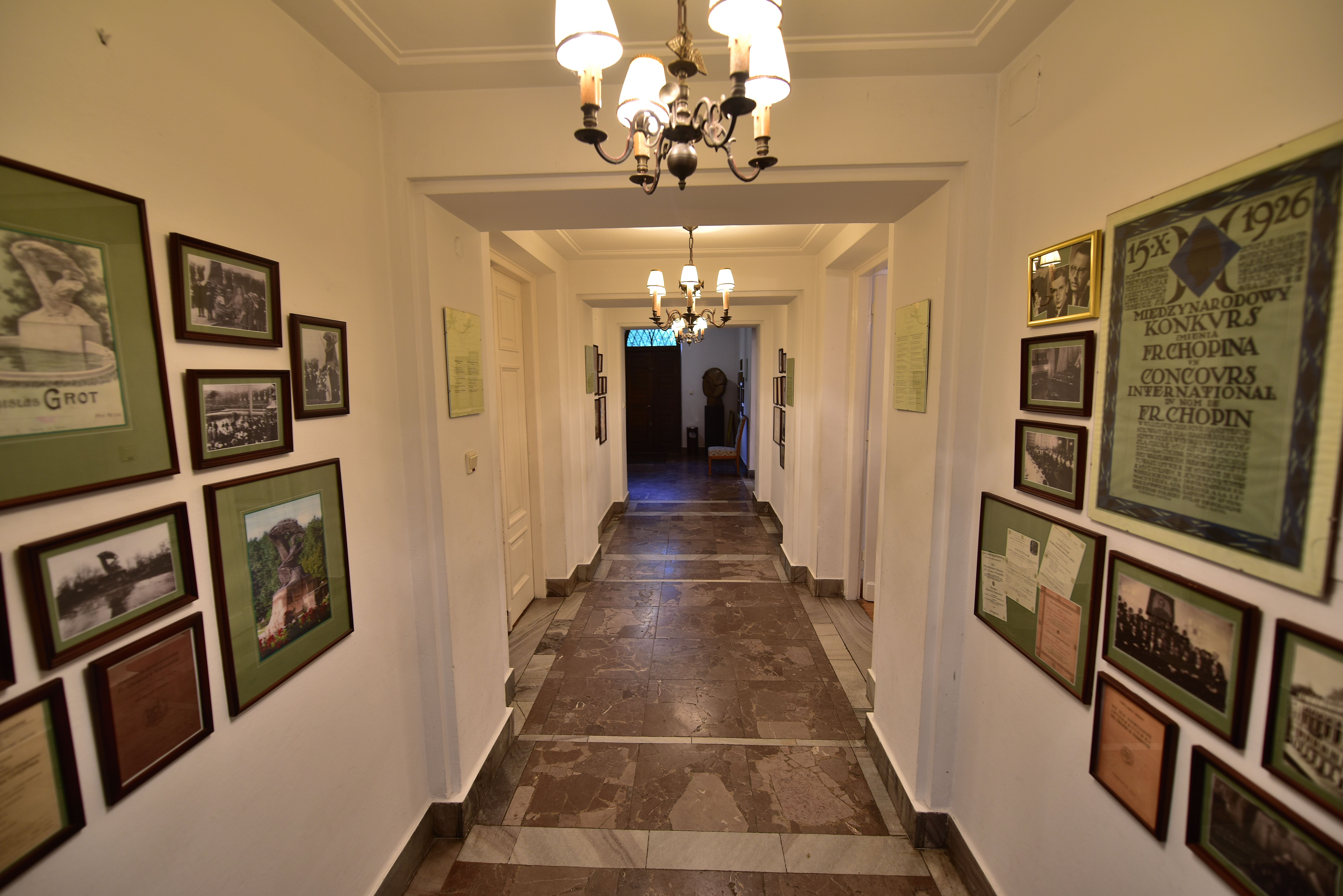
Korytarz
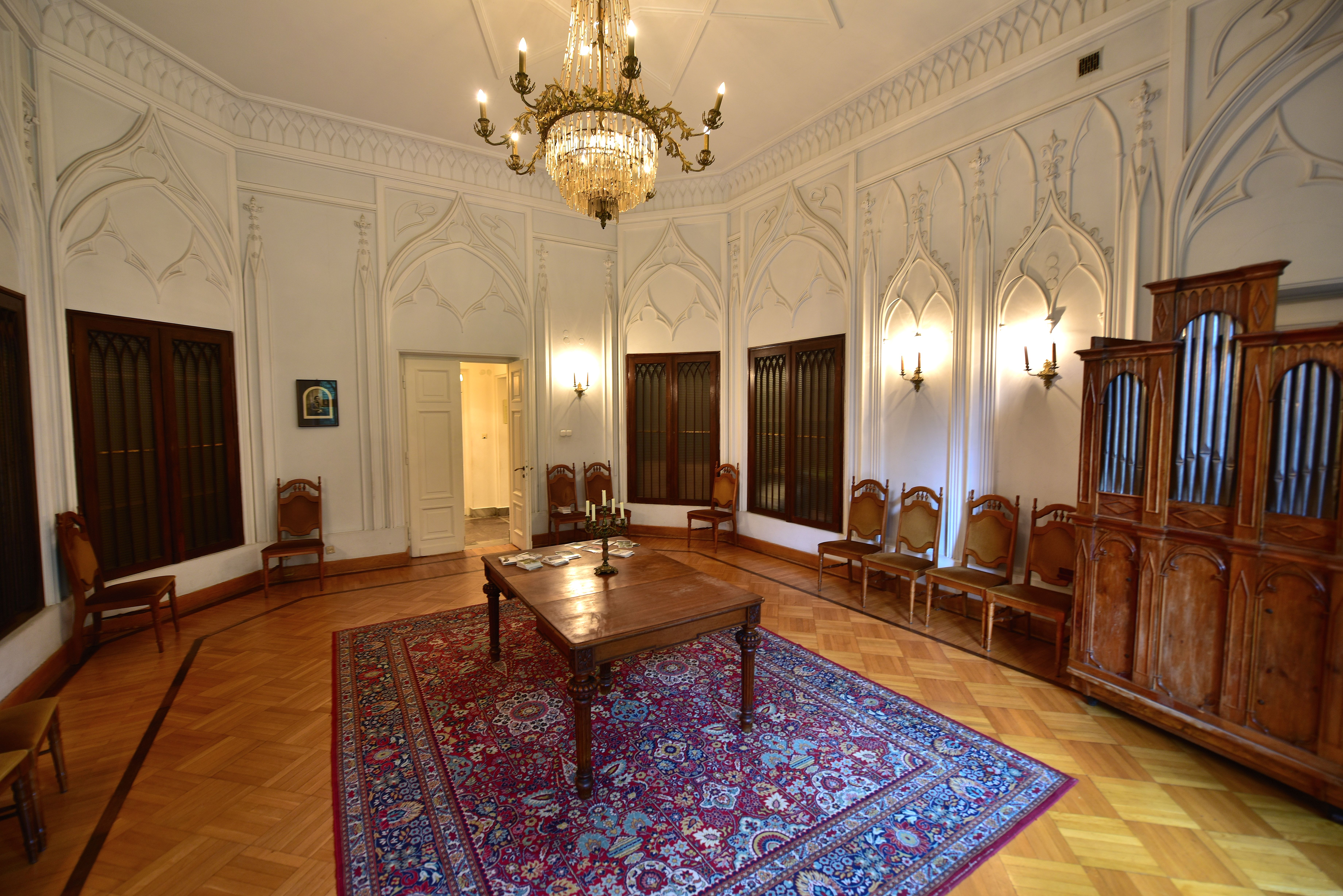
Sala Gotycka
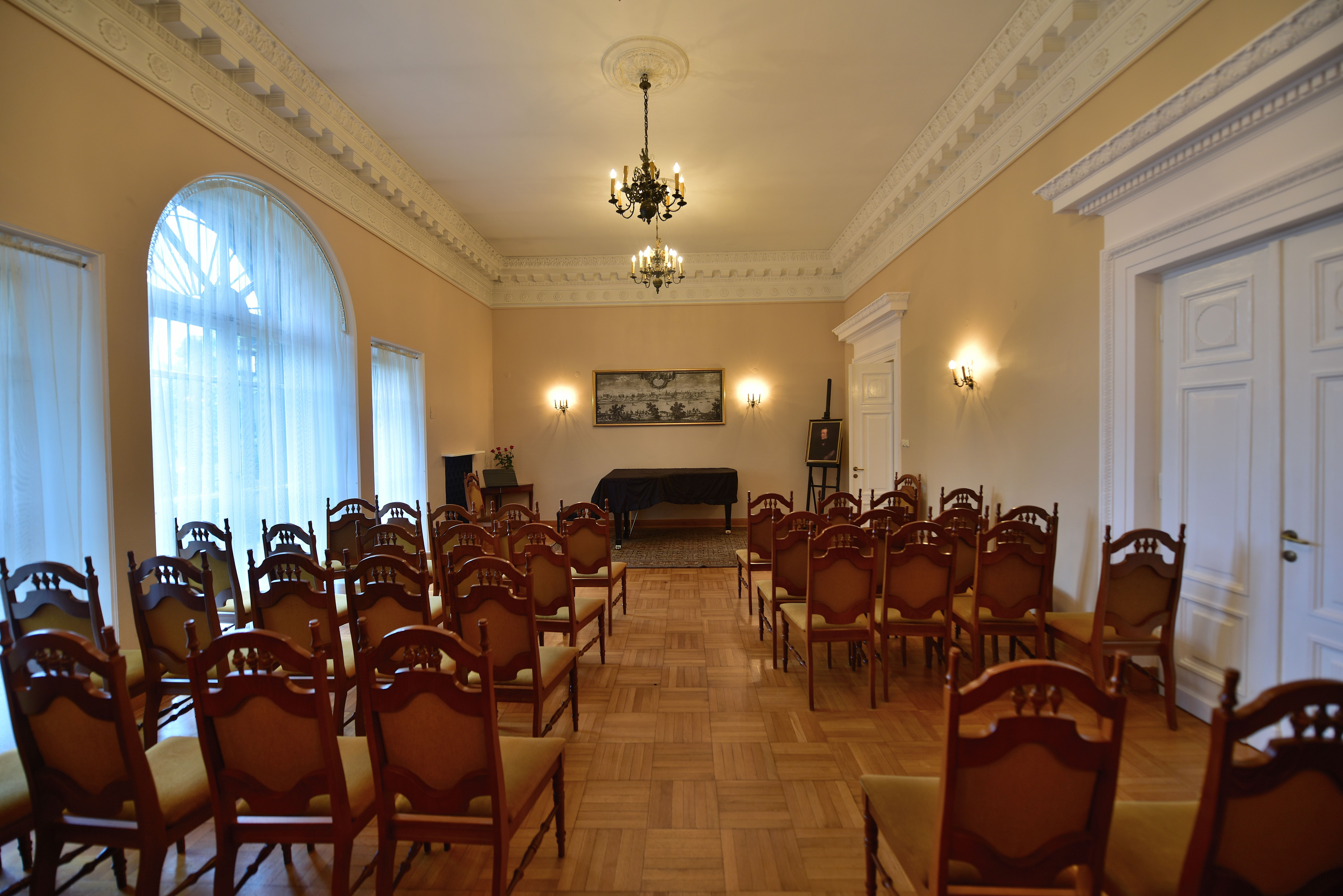
Sala Koncertowa